# Minori Yamamoto
Pour les articles homonymes, voir Yamamoto.
Pas d'image ? Cliquez ici

a Compétitions nationales et continentales officielles uniquement.

b Matchs officiels uniquement.
Minori Yamamoto (山本 実, Yamamoto Minori), née le 9 décembre 1996 dans la préfecture de Kanagawa (Japon), est une joueuse internationale japonaise de rugby à XV évoluant au poste de demi d'ouverture.

## Biographie
Minori Yamamoto naît le 9 décembre 1996.
En 2022, elle joue pour le club des Mie Pearls (ja) dans la préfecture de Mie. Elle a 22 sélections en équipe du Japon quand elle est retenue en septembre 2022 pour disputer la Coupe du monde en Nouvelle-Zélande.
En juillet 2025, comptant désormais 37 capes en équipe nationale, elle est à nouveau retenue pour la Coupe du monde.